# Armorial des familles d'Auvergne
L'Armorial des familles d'Auvergne présente les armoiries des familles d'Auvergne, nobles ou non, classées par ordre alphabétique, sans tenir compte de la chronologie.

Le comté d'Auvergne en 1180
Le duché d'Auvergne en 1477

## Comtes et ducs d'Auvergne
| Blason              | Nom de la famille, blasonnement et devise |
| ------------------- | --- |
| Comtes d'Auvergne   | Comtes d'Auvergne D'or, au gonfanon de gueules, frangé de sinople. Écartelé, aux 2 et 3 d'or, à trois tourteaux de gueules.                                                                    |
| Dauphins d'Auvergne | Dauphins d'Auvergne D'or, au dauphin d'azur, crêté, oreillé et barbé de gueules. |
| Bourbon-Berry       | Ducs d'Auvergne D'azur, semé de fleurs de lys d'or, à la bordure engrêlée de gueules. À trois fleurs de lys, au filet de gueules en bande, brisé en chef d'un quartier d'or au dauphin d'azur. |

## Familles d'Auvergne
- Haut – A
- B
- C
- D
- E
- F
- G
- H
- I
- J
- K
- L
- M
- N
- O
- P
- Q
- R
- S
- T
- U
- V
- W
- X
- Y
- Z

### A
| Blason                    | Nom de la famille, blasonnement et devise |
| ------------------------- | --- |
|                           | Famille d'Agrain D'azur, au chef d'or. |
|                           | Famille d'Albon De sable, à la croix d'or, au lambel en chef [de gueules] brochant sur le tout.,                                                                                 |
|                           | Famille d'Alègre De gueules, semé de fleurs de lys d'or. |
|                           | Famille d'Alzon De gueules, fretté d'or et semé de fleurs de lys de même dans les claires-voies.                                                                                 |
|                           | Famille d'Anglars de Bassignac De sable, au lion d'argent, armé, lampassé et couronné de gueules, accompagné de trois étoiles d'argent.                                          |
| de Traverse d'Anterroches | Famille d'Anterroches D'azur, à la bande d'or, chargée de trois mouchetures d'hermine de sable et accompagnée de deux croisettes d'or ; en chef, trois burelles ondées d'argent. |
| d'Apchier                 | Famille d'Apchier D'or, au château sommé de trois tours de gueules, maçonné, ajouré et coulissé de sable ; la tour du milieu plus élevée accostée de deux hallebardes d'azur.    |
|                           | Famille d'Apchon D'or, semé de fleurs de lys d'azur. |
|                           | Famille Ardier D'azur au chevron d'argent, accompagné de trois flammes d'or. |
| d'Arfeuille               | Famille d'Arfeuille D'azur, à la fleur de lys d'or, accompagnée de trois étoiles de même, deux en chef, une en pointe. - Devise : « Virtus astra petit »                         |
|                           | Famille Aribert D'or, au lion de gueules ; au chef d'azur, chargé de trois étoiles d'or.                                                                                         |
|                           | Famille d'Arlanc ou Arlenc D'or semé de croisettes de sable, au lion du même chargé d'une cotice de gueules brochante.                                                           |
| d'Armagnac                | Famille d'Armagnac Écartelé : aux 1 et 4, d'argent, au lion de gueules (qui est d'Armagnac) ; aux 2 et 3 de gueules, au léopard lionné d'or (qui est de Carlat-Rodez).           |
| d'Arpajon                 | Famille d'Arpajon De gueules, à la harpe d'or. |
|                           | Famille Aubert De gueules au lion d'argent, à la bande d'azur brochant sur le tout ; au chef de gueules soutenu d'azur et chargé de trois coquilles d'argent.                    |
|                           | Famille d'Aurillac D'azur, à la bande d'or, accompagnée de six coquilles d'argent posées en orle.                                                                                |
| Autier de Villemontee     | Famille Autier de Villemontée D'azur, au chef denché d'or, chargé d'un lion léopardé de sable, lampassé, armé de gueules. - Devise : « Nec dura nec aspera terrent »             |
|                           | Famille d'Auzon Écartelé d'or et d'azur. |
|                           | Famille Aycelin De sable, à trois têtes de lion arrachées d'or, lampassées de gueules. - Famille noble                                                                           |

### B
| Blason                     | Nom de la famille, blasonnement et devise |
| -------------------------- | --- |
|                            | Famille de Baffie D'or, à trois molettes d'éperon de sable. |
|                            | Famille de Balzac d'Entraigues D'azur, à trois flanchis d'argent ; au chef d'or, chargé de trois flanchis d'azur. |
|                            | Famille de La Barge D'argent, à la bande de sable., Alias la bande chargée de trois étoiles d'argent. |
|                            | Famille Barthomivat de La Besse D'azur, au chevron d'or, accompagné de trois étoiles d'argent. |
|                            | Famille de La Baume-Pluvinel (Comblat) D'or, à la bande vivrée d'azur, accompagnée en chef d'une moucheture d'hermine. - Devise : « l'Honneur guide mes pas » |
| Roger de Beaufort-Turenne  | Famille de Beaufort-Turenne Écartelé : aux 1 et 4 d'argent, à la bande d'azur, accompagnée de six roses de gueules (qui est de Roger) ; aux 2 et 3 coticé d'or et de gueules (qui est de Turenne). |
| de Begon de Larouziere     | Famille de Bégon de Larouzière D'azur, à trois roues d'or, 2 et 1 ; au chef d'argent chargé d'un lion passant de gueules. |
|                            | Famille Bellaigue olim de Bellaigue D'or, à la rivière d'azur en pointe ; au chef d'azur, chargé de trois étoiles d'argent. - Devise : « Deoque regique fides » |
|                            | Famille de Belvezer de Saint-Just De gueules, au lion d'or. |
|                            | Famille de Bénavent de Messilhac De gueules, au lion léopardé d'or. d'argent, à trois bandes de gueules, au chef d'azur chargé d'un lambel d'or. |
|                            | Famille Bohier de Saint-Cirgues D'or, au lion d'azur ; au chef de gueules. |
| de Boisset de Marcoles     | Famille de Boisset de Marcolès D'or, au chêne arraché de sinople ; au chef d'azur, chargé de deux fleurs de lys d'or. - Devise : « Altitudo fortitudo » |
| de Boissieu                | Famille de Boissieu D'azur, au chevron d'or, chargé en pointe d'un trèfle d'azur. |
| de Boissieux de La Geneste | Famille de Boissieux de La Geneste D'azur, à l'aigle éployée d'or, à trois roses d'argent en pointe. |
| de Bompar                  | Famille de Bompar ou Bonpar De gueules, à la licorne d'argent. |
|                            | Famille de Bonlieu alias Boulieu, Beaulieu Losangé d'or et d'azur. |
| de Bort                    | Famille de Bort D'or au sautoir denché de gueules. Alias d'azur, au sautoir dentelé ou denché d'or, accompagné d'une étoile de même en chef., |
|                            | Famille Boudet de Puymaigre D'or, au demi-vol de sable. |
|                            | Famille de Bouillé alias de Boulier De gueules, à la croix ancrée d'argent. Alias écartelé, aux 1 et 4 d'argent à la fasce de gueules frettée d'or et accostée de deux burelles du second (qui est de Bouillé), aux 2 et 3 de gueules à la croix ancrée d'argent (qui est du Chariol). - Devises : « Tout par labeur » et « A vero bello Christi » |
|                            | Maison de Bourbon D'or, au lion de gueules, accompagné de huit coquilles d'azur en orle. |
| du Bourg                   | Famille du Bourg D'azur, à trois tiges d'épines feuillés d'argent. - Devise : « Lilium inter spinas » |
|                            | Famille Boutaud du Pinet D'azur, au chevron d'or accompagné de trois roses de même. |
|                            | Famille des Bravards d'Eyssat D'azur, au chevron d'or, accompagné de trois billettes de même. Alias écartelé ; aux 2 et 3 d'or, à la fasce de sable accompagnée de trois trèfles de sinople, qui est du Prat. |
|                            | Famille de Bréon D'azur, semé de trèfles d'or, au lion de même brochant. Alias semé de billettes. |
|                            | Famille de Brezons De gueules, au lion échiqueté d'or et d'azur, armé et lampassé de sable. |
|                            | Famille de La Broue D'argent, à trois merlettes de sable. Alias d'azur au chevron d'or, accompagné en chef de deux coquilles d'argent et d'une main de même en pointe. |
| Brugiere de Barante        | Famille Brugière de Barante Écartelé : aux 1 et 4 d'or, à quatre bruyères de sinople soutenues d'une champagne de même, au chef d'azur, chargé d'un soleil rayonnant d'argent ; aux 2 et 3 d'azur, à la croix pattée d'argent. |
| du Buisson                 | Famille du Buisson D'or, au buisson de sinople. |
|                            | Famille Burin Écartelé : aux 1 et 4, d'azur à trois étoiles d'or en fasce (qui est de Burin) ; aux 2 et 3, de gueules à la tour crénelée de trois créneaux et porticée d'argent, maçonnée et ajourée de deux pièces de sable, au loup d'argent battant à la porte de la tour (qui est de La Tour d'Aubière).                                       |

### C
| Blason                     | Nom de la famille, blasonnement et devise |
| -------------------------- | --- |
| Calemard de la Fayette     | Famille Calemard de Lafayette D'or, à trois pommes de pin de sinople. Alias d'azur, au chevron d'or accompagné de trois croissants d'argent, celui de la pointe sommé d'une étoile de même. |
| de Cambefort               | Famille de Cambefort (Oyez) De gueules, au lévrier rampant d'argent colleté d'or. Alias au lion rampant d'argent colleté de gueules, à la bordure denchée d'or. |
|                            | Famille Capponi ou de Capony Tranché de sable et d'argent. |
|                            | Famille de Cardaillac De gueules, au lion d'argent, lampassé, armé, couronné d'or, accompagné de treize besants d'argent mis en orle. |
|                            | Vicomtes de Carlat De gueules, au lion d'or. |
|                            | Famille de Cassagnes de Beaufort ou Cassaignes (Fargues, Pesteils) D'azur, au lion d'or, à la cotice de gueules brochante., Alias le lion armé et lampassé de gueules. - Devise : « Atavis et armis » |
| La Celle                   | Famille de La Celle D'argent, à l'aigle de sable membrée [et becquée] d'or. Alias l'aigle au vol abaissé. |
|                            | Famille de Chabannes (Madic) De gueules, au lion d'hermine, lampassé, armé et couronné d'or. |
|                            | Famille Chaix de Lavarène D'or, au chêne de sinople glanté d'or ; au chef d'azur chargé d'un croissant d'argent accosté de deux étoiles d'or. |
|                            | Famille de Chalencon Écartelé : aux 1 et 4 [d'or et] de gueules, à la bordure de sable chargée de huit fleurs de lys d'or ; aux 2 et 3, de gueules, au chef échiqueté d'argent et d'azur (qui est de Rochebaron)., |
|                            | Famille de Chalus de Puy-Saint-Galmier, de Prondines, olim Chaslus D'azur, au poisson d'or en bande, accompagné de six étoiles de même en orle. Alias cinq étoiles 2 et 3. Alias et une bordure engrêlée de gueules. |
|                            | Famille de Chalus de Sansac, olim Chaslus Échiqueté de gueules et d'or. Alias d'or et de gueules. - Devise : « Excelsi cunctos servata fide triumphans » |
|                            | Famille de Chambon d'Anterroches De gueules, au sautoir d'or. |
|                            | Famille de Chambon, en Combraille Fascé d'or et de gueules de six pièces. |
|                            | Famille de Chambon, près Ambert D'azur, à la tour d'argent, maçonnée de sable. |
| Chapt de Rastignac         | Famille Chapt de Rastinhac D'azur, au lion d'argent, [armé] lampassé et couronné d'or. |
| de Chardon des Roys        | Famille de Chardon des Roys D'or, au chevron de gueules, accompagné de trois chardons, tigés, fleuris de même. |
| de Charpin de Feugerolles  | Famille de Charpin de Souzy Écartelé : aux 1 et 4 d'argent, à la croix ancrée de gueules, au franc-quartier d'azur, chargé d'une molette d'or (qui est de Charpin) ; aux 2 et 3, tranché de sable et d'argent (qui est Capponi-Feugerolles). |
| de La Chassaigne de Sereys | Famille de La Chassaigne de Sereys Écartelé : aux 1 et 4 d'azur, au dauphin d'or, mis en bande, accompagné de cinq étoiles du même, deux en chef et trois en pointe ; aux 2 et 3 d'or à une aigle éployée de sable couronnée, becquée, membrée de gueules, et une bordure d'azur chargée de dix fleurs de lys d'or en orle. Alias aux 2 et 3 à la bordure de gueules chargée de dix fleurs de lys portées en orle. |
| de Chateauneuf-Randon      | Famille de Châteauneuf-Randon D'or, à trois pals d'azur, au chef de gueules. |
|                            | Famille de Châteauneuf de Rochebonne De gueules, à trois tours donjonnées d'or, maçonnées de sable. - Cri de guerre : « Rochebonne ! » |
| de Chatillon               | Famille de Châtillon (Ravel) De gueules, à trois pals de vair ; au chef d'or. |
| de Chaumeil                | Famille de Chaumeil (La Jalesne, Massebeau, Saint-Cirgues) D'azur au chevron d'or, accompagné de trois bourdons de pèlerin du même. écartelé ; aux 2 et 3 d'azur à trois pals d'or., écartelé ; aux 2 et 3 d'azur à trois rocs d'échiquier d'or. d'azur à trois chevrons d'or, accompagnés de trois croissants du même. - Devise : « In fide et caritate »                                                         |
| de Chaunac                 | Famille de Chaunac D'argent, au lion rampant de sable, lampassé, armé et couronné de gueules. |
|                            | Famille de Chavagnac De sable, à trois fasces d'argent, accompagnées de trois roses d'or [rangées] en chef. Alias à deux fasces d'or, abaissées sous trois roses de même. |
| de Clavieres               | Famille de Clavières De gueules, à la clef d'argent mise en pal ; au chef cousu d'azur, chargé de trois étoiles d'or. |
| Combres de Bressolles      | Famille Combres de Bressolles De sinople, au chevron d'or, accompagné de trois étoiles de même. |
| de Coubladour              | Famille de Coubladour D'azur, à trois heaumes d'or, à la visière baissée, 2 et 1. |
|                            | Famille de La Croix de Castries D'azur, à la croix d'or. |
|                            | Famille Crozat de Thiers De gueules, au chevron d'argent, accompagné de trois étoiles du même. |
|                            | Famille de Crussol Fascé d'or et de sinople. |

### D
| Blason                         | Nom de la famille, blasonnement et devise |
| ------------------------------ | --- |
|                                | Famille de Damas D'or, à la croix ancrée de gueules. - Devise : « Et fortis et fidelis »                                                                     |
|                                | Famille de Dienne de Chavagnac D'azur, au chevron d'argent accompagné de trois croissants d'or.                                                              |
|                                | Famille de Douhet d'Auzers D'azur, à la tour d'argent, maçonnée de sable. Alias écartelé ; aux 2 et 3, de gueules à la licorne d'argent (qui est de Bompar). |
| d'argent au chevron de gueules | Famille de Douhet de Villossanges D'argent, au chevron de gueules.                                                                                           |
| de Dreux                       | Famille de Dreux (Montpensier) Échiqueté d'or et d'azur. |
|                                | Famille Dumas (Vollore) De gueules, au chevron d'or, accompagné de trois trèfles de même, deux en chef, un en pointe.                                        |
| Duprat de Barbançon            | Famille Duprat ou du Prat D'or, à la fasce de sable, accompagnée de trois trèfles de sinople, deux en chef, un en pointe.                                    |
|                                | Famille Dupuy de La Grandrive D'azur, au lion de sable [issant] d'un puits d'argent ; une étoile du même en chef.                                            |
| de Durat                       | Famille de Durat Échiqueté d'or et d'azur. - Devise : « Duravit, durat, durabit »                                                                            |
|                                | Famille de Durfort de Berbuzon D'azur, à la bande d'or. |

### E
| Blason | Nom de la famille, blasonnement et devise                                                                                         |
| ------ | --- |
|        | Famille d'Escot de Cournon D'azur à la croix ancrée d'or.                                                                         |
|        | Famille d'Espinchal D'azur, au griffon d'or, accompagné de trois épis de blé de même, posés en pal, deux en chef et un en pointe. |
|        | Famille Esquirou de Parieu De sable au pairle d'argent ; au chef du même. Alias un écureuil.                                      |
|        | Famille d'Estaing (Val, Murol, Ravel, Réquistat) D'azur, à trois fleurs de lys d'or, au chef du même.                             |

### F
| Blason             | Nom de la famille, blasonnement et devise |
| ------------------ | --- |
|                    | Famille Falcon de Longevialle D'azur, au faucon d'or. |
| Favard de Langlade | Famille Favard de Langlade Écartelé : aux 1 et 4 d'azur, à trois étoiles d'or ; au 2, de gueules, aux balances d'argent nouées de sable ; au 3, de gueules, au ramier contourné d'argent, posé sur une terrasse de même ; au 4 d'azur, au triangle d'or. |
|                    | Famille de Fay de Coisse De gueules, à la bande d'or, chargée d'une fouine d'azur. |
|                    | Famille de Faydit alias Feydit ou Feydin D'azur, au chevron d'argent, accompagné de trois étoiles de même. |
|                    | Famille du Fayet de La Tour D'azur, à la tour crénelée d'argent, maçonnée et ajourée de sable, adextrée d'un croissant d'argent et senestrée d'une étoile d'or.                                                                                          |
|                    | Famille de Flageac De sable, à la tour d'argent ; à la bordure de gueules. |
|                    | Famille du Floquet D'azur, à la croix engrêlée d'or, cantonnée aux 1 et 4 d'une étoile d'argent, aux 2 et 3 d'une pomme de pin d'or. |
|                    | Famille de Florac alias Florat, olim Fleurac De gueules, semé de fleurs de lys d'or. |
|                    | Famille Flotte de Ravel Fascé d'or et d'azur de six pièces. |
|                    | Famille de Fontanges (Cropières) De gueules, au chef d'or, chargé de trois fleurs de lys d'azur. |
|                    | Famille de Forget D'azur, au chevron d'or, accompagné de trois coquilles de même. |
|                    | Famille de Frétat de La Deyte D'azur, à deux roses d'or en chef, et un croissant d'argent en pointe. |

### G
| Blason                  | Nom de la famille, blasonnement et devise |
| ----------------------- | --- |
| de Gannat               | Famille de Gannat alias Larrat D'azur, au lion d'argent grimpant. Alias le lion armé et lampassé de gueules.                                                                                                  |
|                         | Famille de La Garde-Chambonas D'azur, au chef d'argent. |
|                         | Famille de La Garde de Saignes (Messac) D'azur, à une épée d'argent mise en bande. |
|                         | Famille de La Garde de Saint-Cernin D'azur, à six fleurs de lys d'or, rangées 3 et 3, en bande [celles en pointe versées].,                                                                                   |
|                         | Famille de La Gardette D'or, au chevron de gueules. |
|                         | Famille Gay de Sansac D'azur, au lion d'or onglé et langué de gueules, accompagné d'une étoile d'argent au 1er canton de l'écu ; au chef de gueules, chargé de trois étoiles d'argent.                        |
| de Giat                 | Famille de Giat olim Giac D'or, à la bande d'azur, accompagnée de six merlettes de sable en orle. |
| de Gibertes             | Famille de Gilbertès de Blau ou Gibertès D'azur, à la fasce d'argent. |
|                         | Famille Giraud des Écherolles De gueules, au puits d'argent, d'où sortent deux palmes en bande et en barre du même ; au chef cousu d'azur, à la fleur de lys d'or, chargée d'un bâton péri en bande du champ. |
|                         | Famille Gouge de Charpaigne D'azur, à la fasce d'argent, accompagnée de trois croissants d'or. |
|                         | Famille de Goy alias Gouy ou Goys D'or, au chevron d'azur, chargé de trois fleurs de lys d'or. - Devise : « Dieu, mon épée et vaillant cœur »                                                                 |
| Greil de La Volpiliere  | Famille du Greil de La Volpilière De gueules, au chevron d'or, chargé de cinq tourteaux d'azur. |
| Grellet de La Deyte     | Famille Grellet de La Deyte De sinople, au lion d'argent, lampassé et couronné d'or, accompagné de sept grelots de même en orle.                                                                              |
| de Grenier              | Famille de Grenier D'azur, à la bande d'argent, chargée de trois étoiles de gueules et accompagnée en chef d'une vigne fruitée au naturel et d'un lévrier de sable en pointe.                                 |
| de Grenier de Pleaux    | Famille de Grenier de Pleaux De gueules, à la fasce d'or. |
| Grimaldi de Carlades    | Famille Grimaldi de Carladès Fuselé d'argent et de gueules. |
| de Grivel de Grossouvre | Famille de Grivel d'Opme D'or, à la bande échiquetée d'argent et de sable. |
| de La Guiche            | Famille de La Guiche de Rochegonde De sinople, au sautoir d'or. |

### H
| Blason                         | Nom de la famille, blasonnement et devise |
| ------------------------------ | --- |
| d'Herail de Pierrefort-La Roue | Famille d'Hérail de Pierrefort-La Roue Écartelé : aux 1 et 4, d'azur, à la bande d'or, accompagnée en chef d'un lion de même (qui est de Pierrefort) ; aux 2 et 3, fascé d'or et d'azur (qui est de La Roue) ; sur le tout, d'or, au [chêne] de sinople (qui est d'Hérail)., |
| d'Hostun                       | Famille d'Hostun de Tallard De gueules, à la croix [engrêlée] d'or. |
| d'Humieres                     | Famille d'Humières olim d'Olmeiras D'azur, à la bande d'or. |

### I
| Blason      | Nom de la famille, blasonnement et devise                                                                           |
| ----------- | --- |
| d'Isserpens | Famille d'Isserpens ou des Serpens D'or, au lion d'azur grimpant. Alias au lion d'azur armé et lampassé de gueules. |

### J
| Blason | Nom de la famille, blasonnement et devise       |
| ------ | ----------------------------------------------- |
|        | Famille de Jarente D'or, au sautoir de gueules. |

### L
| Blason      | Nom de la famille, blasonnement et devise |
| ----------- | --- |
|             | Famille de Laire du Chambon D'argent, au lion de gueules. |
|             | Famille de Laire de Vival D'azur, à la bande d'or. Alias chargée de trois étoiles de gueules. - Devise : « Tout droit » – cri de guerre : « Layre ! »             |
| de Langeac  | Famille de Langeac D'or, à trois pals de vair. |
|             | Famille de Langlade D'argent, à trois taus de gueules. |
|             | Famille de Lastic De gueules, à la fasce d'argent. |
|             | Famille de Laudouse De gueules, à un rencontre de cerf d'or. |
|             | Famille de Lauzanne D'azur, au croissant montant d'argent, accompagné de deux étoiles d'or, l'une en chef, l'autre en pointe.                                     |
|             | Famille de Lavieu De gueules, au chef de vair. |
|             | Famille de Layat de Montagnat D'azur, au chevron d'or, accompagné de trois étoiles d'argent.                                                                      |
|             | Famille de Lentilhac De gueules, à la bande d'or. - Devise : « Non lentus in armis »                                                                              |
| de Leotoing | Famille de Léotoing alias Léothoing, Léauthoing Écartelé : aux 1 et 4 de sable, à trois fasces d'or, aux 2 et 3 échiqueté d'azur et d'argent, au chef de gueules. |
|             | Famille de Léotoing de Charmensac D'or, à trois fasces de vair ; à la bordure de gueules.                                                                         |
|             | Famille de Lestrange de Magnac De gueules, au léopard d'argent et deux lions adossés d'or mal ordonnés.                                                           |
|             | Famille de Lévis de Charlus D'or, à trois chevrons de sable. |
|             | Famille de Loménie D'or, à l'arbre de sinople sur un tourteau de sable ; au chef d'azur, chargé de trois losanges d'argent.                                       |

### M
| Blason                  | Nom de la famille, blasonnement et devise |
| ----------------------- | --- |
| de Marcland du Fiaugoux | Famille de Marcland du Fiaugoux D'or, au chêne de sinople, planté sur une terrasse de même. |
|                         | Famille de Marillac D'argent, muraillé de sable, de sept carreaux, 2, 3, 2, celui du centre chargé d'un croissant de gueules et les autres de six merlettes de sable.                                                               |
|                         | Famille de Maymont ou Meymont, alias d'Olliergues De sable, à trois molettes d'éperon d'argent. |
|                         | Famille de Mercœur De gueules, à trois fasces de vair. |
|                         | Famille de Meyronne dit « Le Turc » (Casteldoze) D'or à l'aigle éployée d'azur., |
|                         | Famille de Michel D'azur, au roc d'argent, surmonté de deux étoiles d'or. - Famille noble |
|                         | Famille Mitte de Mons D'argent, au sautoir de gueules, à la bordure de sable chargée de huit fleurs de lys d'or. |
|                         | Famille de Molen de La Vernède D'azur, à trois sautoirs ou flanchis d'or, 2 et 1. - Cri de guerre : « Serre ! » |
| de Molette de Morangies | Famille de Molette de Morangiès D'azur, au cor de chasse d'argent, lié de gueules, accompagné de trois molettes d'éperon d'or. |
|                         | Famille de Monceaux D'azur, à trois fasces d'or. Alias d'or à trois fasces de gueules. Alias de gueules à trois fasces d'argent. |
|                         | Famille de Montboissier D'or, semé de croisettes de sable, au lion de même brochant. |
|                         | Famille de Montclar D'azur, au chef d'or. |
|                         | Famille de Monteynard De vair, au chef de gueules, chargé d'un lion issant d'or. - Devise : « Pro Deo, fide et Rege » |
|                         | Famille de Montlaur D'or, au lion de vair, armé, lampassé et couronné de gueules. |
|                         | Famille de Montmorin De gueules, semé de molettes d'éperon d'argent, au lion de même brochant. |
|                         | Famille de Montrognon de Salvert D'azur, à la croix ancrée d'argent. - Devise : « Sic me virtus » |
|                         | Famille de Moré de Pontgibaud De gueules à trois bandes d'or ; au franc-[canton] d'hermine. - Devise : « Morex pro Dios » |
|                         | Famille de Morel de La Colombe D'azur à deux étoiles d'argent en chef, et une colombe du même en pointe. Alias à une colombe d'argent essorante, accompagnée de trois étoiles d'or, 2 et 1.                                         |
|                         | Famille de Moret D'argent à une hure de sable aux défenses d'argent, accompagnée de cinq mûres de gueules ombrées d'or, 2, 2 et 1. Alias d'or, à la hure de sanglier de sable, accompagnée de cinq mûres de gueules, mises en orle. |
|                         | Famille de Mostuéjouls De gueules, à la croix fleurdelisée d'or cantonnée de quatre billettes de même. |
|                         | Famille Motier de La Fayette ou La Fayette De gueules, à la bande d'or ; à la bordure de vair. |
| Mourgues de La Vialle   | Famille de Mourgues de La Vialle alias Morgues De gueules, au sautoir d'or ; au chef cousu d'azur, chargé de trois étoiles d'or. |
| Blason Murat            | Famille de Murat D'azur, à trois fasces crénelées d'argent, maçonnées de sable, la première de cinq, la deuxième de quatre et la troisième de trois pièces ; cette dernière ouvrant d'une porte au milieu.                          |

### N
| Blason | Nom de la famille, blasonnement et devise |
| ------ | --- |
|        | Famille de Nerestang D'or, à trois bandes de gueules. Alias d'azur, à trois bandes d'or, accompagnées de trois étoiles d'argent rangées entre la 1re et la 2e bande. |
|        | Famille de Neuville de La Rochette De sable, à la bande d'argent. |
|        | Maison de Noailles De gueules, à la bande d'or. |

### O
| Blason  | Nom de la famille, blasonnement et devise                                 |
| ------- | ------------------------------------------------------------------------- |
| Oradour | Famille d'Oradour De gueules, à la croix vidée, cléchée et pommetée d'or. |

### P
| Blason                      | Nom de la famille, blasonnement et devise |
| --------------------------- | --- |
|                             | Famille Pascal de Mons D'azur, à un agneau pascal d'argent, la banderole croisée de gueules.                                                                                                  |
|                             | Famille de Pelamourgues (Le Couffour) D'azur, au lion d'or grimpant. |
|                             | Famille de Pélignières D'or, à l'aigle de sable. |
| Pelissier de Feligonde      | Famille Pellissier de Féligonde D'azur, au pélican avec sa piété d'or, dans son nid ; au chef d'argent, chargé de trois mouchetures d'hermine de sable.                                       |
| de Peyrusse des Cars        | Famille de Pérusse des Cars (Laroquebrou) De gueules, au pal de vair, appointé et renversé.                                                                                                   |
| de Pesteils                 | Famille de Pestels (Branzac) D'argent, à la bande de gueules, accompagnée de six sautoirs ou flanchis du même. Alias d'or, à la bande de gueules accompagnée de six flanchis de même en orle. |
| d'argent à l'aigle de sable | Famille de Peyre D'argent, à l'aigle éployée de sable. Alias d'or, à l'aigle d'azur à deux têtes.                                                                                             |
| de Pierre                   | Famille de Pierre alias Pieres D'azur, à trois épis d'or ; au chef d'argent, chargé de trois étoiles de gueules.                                                                              |
| de Pierre de Bernis         | Famille de Pierre de Bernis D'azur, à la bande d'or, accompagnée en chef d'un lion (passant) du même.,                                                                                        |
| de Pierrefort (ancien)      | Famille de Pierrefort D'or, à la bordure de gueules., Alias écartelé, aux 1 et 4 d'or au lion de gueules, aux 2 et 3 d'hermine à trois pals de sable.                                         |
|                             | Famille de La Pisse D'azur, au chevron d'or, accompagné de trois roses de même. - Devise : « Ense et gratia dei »                                                                             |
|                             | Famille de Polastron D'argent, au lion de sable, armé et lampassé de gueules. |
|                             | Famille de Polignac Fascé d'argent et de gueules. |
|                             | Famille de Pons de La Grange De gueules, à trois fasces d'or. |
|                             | Famille de Ponsonnailles (Le Chassan) D'azur, à trois cloches d'argent bataillées de sable.                                                                                                   |
|                             | Famille du Pouget de Nadaillac D'or, au chevron d'azur accompagné en pointe d'un mont de six coupeaux de sinople.                                                                             |
| de Pouzols                  | Famille de Pouzols (Carbonat) D'azur, au lion rampant d'or ; au chef cousu de gueules, chargé d'une fleur de lys d'or, accostée de deux coquilles d'argent.                                   |
| du Puy du Fou               | Famille du Puy du Fou de Combronde De gueules, à trois macles d'argent. |

### Q
| Blason | Nom de la famille, blasonnement et devise                              |
| ------ | ---------------------------------------------------------------------- |
|        | Famille de La Queuille De sable, à la croix engrêlée ou dentelée d'or. |

### R
| Blason                                   | Nom de la famille, blasonnement et devise |
| ---------------------------------------- | --- |
|                                          | Famille Reboul d'Opme D'azur, au chevron d'or, à une écrevisse d'argent en pointe. |
|                                          | Famille de Rehez de Sampigny ou Rehès De gueules, au sautoir d'argent. |
|                                          | Famille de Retz alias Rets, Reth D'azur, au chevron d'or, accompagné en chef de deux étoiles de même et en pointe, d'une épée d'argent mise en pal, la garde en haut. |
| de Riberolles                            | Famille de Riberolles D'azur, au lion d'or, rampant sur une tour d'argent maçonnée de sable. |
|                                          | Famille de Ribier De gueules, au lévrier saillant d'argent, colleté de gueules ; au chef cousu d'azur, chargé de trois étoiles d'or. Alias le lévrier passant. - Devise : « Semper fidelis »                                                                                                 |
|                                          | Famille de Rigal alias Rigail Parti : au 1, d'azur à la fasce d'or chargée d'une canette (ou merlette) de sable, becquée et membrée de gueules ; au 2, les armes de la maison d'Apchier., Alias au 1, de gueules à la fasce d'or chargée d'une aigle de sable membrée et becquée de gueules. |
|                                          | Famille de Rigauld ou Rigaud D'argent, à trois têtes de Maure de sable, tortillées d'argent. |
|                                          | Famille de Rillac ou Reilhac Palé d'argent et de gueules de sept pièces. Alias d'or et de gueules de six pièces., |
|                                          | Famille de Riollet de Morteuil De gueules, au chevron d'or, accompagné de trois étoiles de même. - Devise : « Plus de sang que d'or » – cri : « À moi Riollet, c'est pour le duc ! » |
|                                          | Famille de Rivoire du Palais Fascé d'argent et de gueules de six pièces, à la bande d'azur, chargée de trois fleurs de lys d'or dans le sens de la bande. - Devise : « Nec si cœlum ruat » – cri : « Romagnieu ! »                                                                           |
|                                          | Famille de Robert-Lignerac D'argent, à trois pals d'azur., Alias à trois pals de gueules. |
|                                          | Famille de La Roche-Aymon alias Rocheaymon De sable, semé d'étoiles d'or ; au lion de même brochant, lampassé, armé de gueules. Alias semé de molettes d'éperon. |
|                                          | Famille de La Roche du Ronzet D'azur, à trois bandes d'or. |
| de La Roche de Tournoel                  | Famille de La Roche de Tournoël De gueules, à trois fasces ondées d'argent. |
| de Rochechouart                          | Maison de Rochechouart Fascé, ondé, enté d'argent et de gueules. - Devise : « Ante mare undæ » |
|                                          | Maison de Rochedragon D'azur au lion d'or, armé, lampassé et couronné de gueules. Alias le lion dragonné. Alias de gueules, au dragon d'or posé sur un rocher d'argent. |
|                                          | Famille de Rochefort d'Ally De gueules, à la bande ondée d'argent, accompagnée de six merlettes mises en orle. Alias accompagnée de six merlettes de sable. |
|                                          | Famille de La Rochelambert D'argent, au chevron d'azur, au chef de gueules. |
|                                          | Famille de Rochemure De gueules aux trois bandes d'argent. Alias bandé d'argent et d'azur. Alias bandé d'or et d'azur. |
|                                          | Famille de La Rochenégly D'argent, à une aigle éployée de sable, posée sur un rocher de même. |
|                                          | Famille Rochette de Lempdes D'azur, à trois rochers d'or, 2 et 1 ; au chef de même. Alias les rochers de trois coupeaux. |
| d'azur à une fasce et trois étoiles d'or | Famille de La Rochette de Rochegonde D'azur, à la fasce d'or, accompagnée de trois étoiles de même. - Devise : « Pro Deo et honore » |
|                                          | Famille Rochon du Verdier D'argent, au rocher de sinople, battu par une mer de même et accompagné de trois étoiles de même. - Devise : « Semper idem » |
| de La Roque de Severac                   | Famille de La Rocque de Sévérac D'azur, à deux lévriers affrontés d'argent, colletés et bouclés de gueules ; au chef d'argent, chargé de deux rocs d'échiquier de sable. - Devise : « Vero Deo et honori » – cri de guerre : « Cos-cornuts ! »                                               |
| de La Rodde de Seneujols                 | Famille de La Rodde D'azur, à la roue d'or, au chef d'argent chargé de trois chevrons de gueules posés en fasce. |
| de Roquefeuil                            | Famille de Roquefeuil D'azur à neuf cordelières d'or, posées 3, 3, 3. Alias de gueules, à une cordelière d'or passée en sautoir. |
|                                          | Famille de Roquelaure de Pontgibaud D'azur, à trois rocs d'échiquier d'argent. |
| Roquemaurel                              | Famille de Roquemaurel D'azur, à trois rocs d'échiquier d'or, posés 2 et 1, au chef d'argent chargé d'un lévrier passant de sable. |
| de La Roue                               | Famille de La Roue Fascé d'or et d'azur de six pièces. |
|                                          | Famille de Ruolz alias Ruols D'azur, à trois fusées ou losanges d'or rangés en fasce. - Devise : « Toujours prêts » |

### S
| Blason               | Nom de la famille, blasonnement et devise |
| -------------------- | --- |
|                      | Famille de Saint-Chamans De sinople, à trois fasces d'argent ; au chef engrêlé de même.                                                                                                   |
|                      | Famille de Saint-Exupéry (Miremont) D'or, au lion de gueules. |
|                      | Famille de Saint-Georges de Vérac D'argent, à la croix de gueules. |
|                      | Famille de Saint-Nectaire D'azur, à cinq fusées d'argent, accolées en fasce. |
|                      | Famille de Saint-Pol ou de Saint-Paul D'argent, à deux pals de gueules, au franc-canton d'argent, chargé d'une croisette [pattée] de sable., Alias le canton de sable, la croix d'argent. |
| de Saint-Quintin     | Famille de Saint-Quentin-Beaufort D'or, à la fleur de lys de gueules. |
|                      | Famille de Saunhac D'or, au lion de sable, lampassé et couronné de gueules, accompagné de douze carreaux de gueules.                                                                      |
|                      | Famille de Scorailles D'azur, à trois bandes d'or. |
| de Semur             | Famille de Semur D'argent, à trois bandes de gueules. |
|                      | Famille de Sermur D'hermine, à la bande de gueules. |
|                      | Famille de Serres D'azur, au chevron d'or, accompagné de trois molettes de même. Alias accompagné de trois massacres de cerf.                                                             |
|                      | Famille de Sévérac D'argent, à quatre pals de gueules. |
| de Solas de La Motte | Famille de Solas de La Motte Parti, d'or et de gueules ; à la bande d'azur brochant. Alias parti d'or et d'argent, à la bande de gueules brochant sur le tout.                            |
|                      | Famille de Suat D'argent, à l'aigle à deux têtes de sable, becquée et membrée de gueules et surmontée d'une étoile de même.                                                               |

### T
| Blason              | Nom de la famille, blasonnement et devise |
| ------------------- | --- |
|                     | Famille de Talaru Parti d'or et d'azur, à la cotice de gueules brochant sur le tout. |
|                     | Famille Tardieu Coupé : au 1 d'or, à la fasce de sable ; au 2 de sinople, à l'écureuil d'argent. |
| du Teil             | Famille du Teil D'or, au tilleul de sinople ; au chef d'azur, chargé d'une fleur de lys d'or, entre deux étoiles de même. |
| Vicomtes de Thiers  | Famille de Thiers D'or, au lion de gueules. |
| de Thiers de Lignac | Famille de Thiers de Lignac De gueules, à la bande d'or, chargée de trois coquilles de sable. Alias à la bande de sable, chargée de trois coquilles d'or, à la bordure de sable.                                                  |
|                     | Famille de Tinières D'or, à la croix ancrée d'azur. |
| de Toucheboeuf      | Famille de Touchebœuf D'azur, à deux bœufs passants d'or. |
|                     | Maison de La Tour d'Auvergne D'azur, semé de fleurs de lys d'or ; à la tour d'argent maçonnée de sable brochant. Alias de gueules, à la tour d'argent.                                                                            |
|                     | Famille de Tournemire D'or à trois bandes de sable, au franc-quartier d'hermine ; à la bordure de gueules chargée de onze besants d'or., Alias à la bordure de gueules chargée de onze besants d'or, au franc-quartier d'hermine. |
|                     | Maison de Tournon Parti : au 1 d'azur, semé de fleurs de lys d'or ; au 2 de gueules, au lion d'or grimpant. |
|                     | Famille Tournyol alias Tourniole D'azur, à une tour d'argent maçonnée de sable ; au chef de gueules chargé d'un croissant d'argent, accompagné de deux étoiles de même. - Devise : « Fortis quia fidelis » – cri : « Retourne ! » |
| de Tourzel d'Alegre | Famille de Tourzel d'Alègre De gueules, à la tour d'argent maçonnée de sable et accompagnée de six fleurs de lys d'or, trois à dextre, trois à senestre.,                                                                         |
|                     | Famille de Trémeuge alias de Trémeugeol De gueules, à la fasce d'hermine., |

### U
| Blason  | Nom de la famille, blasonnement et devise |
| ------- | --- |
| d'Urfe  | Famille d'Urfé De vair, au chef de gueules. |
| d'Ussel | Famille d'Ussel D'azur, à l'huis ou porte d'or, clouée, verrouillée de sable, accompagnée de trois étoiles d'or. - Devise : « Huis scel mon droit » |

### V
| Blason                    | Nom de la famille, blasonnement et devise |
| ------------------------- | --- |
| de la Vaissiere           | Famille de La Vaissière du Mas D'azur, au coudrier d'or, à la bande de gueules brochante. |
| de La Valette             | Famille de La Valette de Viescamp De gueules, au gerfaut d'argent. |
| de Varennes de Boisrigaud | Famille de Varènes de Boisrigaud D'azur au chevron d'or, au chef cousu de gueules, chargé de trois étoiles d'or. Alias d'azur, au chef cousu de gueules, chargé de trois étoiles d'argent.                                                                             |
|                           | Famille de Veilhan D'azur, à trois croissants d'or. |
|                           | Maison de Ventadour Échiqueté d'or et de gueules. |
|                           | Famille de Verdonnet D'azur, au lion d'argent, armé et lampassé de gueules ; à la bordure de vair. |
|                           | Famille du Vernet D'or, au sautoir de gueules. |
|                           | Famille de Vertolaye De gueules, à quatre fleurs de lys d'or [rangées en fasce]., |
| de Veyny d'Arbouse        | Famille de Veyny d'Arbouse Écartelé : aux 1 et 4 d'or, à l'arbousier de sinople à la bordure dentelée de gueules (qui est d'Arbouse) ; aux 2 et 3 de gueules à la colombe d'argent ; et sur le tout d'azur à trois molettes d'or et au bâton de gueules péri en bande. |
|                           | Famille de Veyrac de La Valette De gueules, à trois pals d'or., Alias d'azur à un chevron d'or accompagné en pointe d'un lion du même, au chef cousu de gueules, chargé de trois étoiles d'or.                                                                         |
|                           | Famille de Vinols de Liègue D'or, à un cep de vigne arraché de sinople ; au chef de gueules chargé de trois coquilles d'or. |
|                           | Famille de Vissac de Gout D'azur à deux chevrons d'or ; l'écu semé de fleurs de lys et accompagné de trois étoiles, le tout de même. Alias d'or à trois merlettes de sable.                                                                                            |
|                           | Famille de Vissac d'Arlanc De gueules à trois pals d'hermine. - Devise : « Vis ac virtus » |
| de Vogue                  | Famille de Vogué de Champetières D'azur, au coq d'or, becqué, crêté, barbelé et membré de gueules. |

### Y
| Blason        | Nom de la famille, blasonnement et devise |
| ------------- | --- |
| Izarn (alias) | Famille d'Yzarn de Freissinet et de Valady De gueules, au lévrier passant d'argent colleté d'or, au chef cousu d'azur chargé de trois étoiles d'or. Alias d'azur, au lévrier d'argent ; au chef de même, chargé de trois étoiles de gueules. |

- Haut – A
- B
- C
- D
- E
- F
- G
- H
- I
- J
- K
- L
- M
- N
- O
- P
- Q
- R
- S
- T
- U
- V
- W
- X
- Y
- Z